# 한국대학생선교회
한국 대학생 선교회(韓國大學生宣敎會, KCCC)는 1958년 김준곤 박사에 의해 설립된 초교파적 한국 단체이다. 이곳은 1951년 빌 브라이트 박사가 설립한 CCC의 첫 해외 선교 기지였다. 1958년 설립 이래, 한국 대학생 선교회(KCCC)는 미국을 포함한 아시아에서 미주에 이르는 여러 국가에 국내외 지부를 두고 세계 복음화와 제자 훈련에 중점을 두고 있다. 영미권에서는 "순 운동"(Soon Movement)으로도 알려져 있다.
한국 대학생 선교회는 빌 브라이트 박사의 지도를 받아 CCC의 첫 해외 선교 기지가 되었다. KCCC 사역은 광주에서 시작되어 서울, 부산, 대구, 대전, 전주를 포함한 한국의 다른 지역으로 빠르게 확산되었다. 현재 KCCC 본부는 부암동에 위치하고 있으며, 50개의 국내 지부와 15개의 해외 지부를 두고 1,000명 이상의 선교사들이 해외에서 활동하고 있다.
김준곤 설립자는 반세기 동안 KCCC의 수장으로 봉사한 후 은퇴했으며, 박성민 목사가 후임으로 선정되었다.

## 이름 변경
2016년 3월 11일, 미국 KCCC는 공식적으로 이름을 'SOON Movement'로 변경할 것이라고 발표했다. 두 이름은 궁극적으로 새로운 이름으로 전환될 때까지 함께 사용될 예정이다.
'순'은 새싹을 의미하는 한국어로, 이사야 53장 2절의 한국어 번역에 나오는 한국어 용어로, 예수님을 "그는 그분 앞에서 연한 순처럼 자랐다"고 묘사한다 . 또한 KCCC의 소그룹은 '순'이라고 불리며, 소그룹 멤버는 '순원'이고, 리더는 '순장'이라고 부른다. 사역의 새 이름에 '순'이라는 단어를 사용하는 것은 그들의 운동에서 제자 훈련의 중요성을 반영한다.